# 668 (szám)
A 668 (római számmal: DCLXVIII) egy természetes szám.

## A szám a matematikában
A tízes számrendszerbeli 668-as a kettes számrendszerben 1010011100, a nyolcas számrendszerben 1234, a tizenhatos számrendszerben 29C alakban írható fel.
A 668 páros szám, összetett szám, kanonikus alakban a 22 · 1671 szorzattal, normálalakban a 6,68 · 102 szorzattal írható fel. Hat osztója van a természetes számok halmazán, ezek növekvő sorrendben: 1, 2, 4, 167, 334 és a 668.
Érinthetetlen szám: nem áll elő pozitív egész számok valódiosztóösszeg-függvényeként.